# AdventHealth 400
L'AdventHealth 400 è una gara automobilistica di stock car appartenente alle NASCAR Cup Series che si tiene presso il Kansas Speedway di Kansas City, in Kansas (Stati Uniti).
È una delle gare più recenti inserite nel calendario delle Cup Series ed è la seconda gara ad essere disputata sull'ovale di Kansas City (l'altra è la Hollywood Casino 400).

## Storia
Con il nuovo realignment del calendario stagionale delle Cup Series, la NASCAR assegna una seconda gara al circuito di Kansas City, da disputarsi nella prima parte dell'anno. Come l'altra gara viene deciso di farla disputare su una lunghezza di 400 miglia. La gara inaugurale viene vinta da Brad Keselowski. Se nella prima edizione la gara si è tenuta a giugno, dalla seconda edizione del 2012 viene anticipata ad aprile, con lo scopo di concedere più tempo all'organizzazione del circuito di riconfigurare il percorso tra i due eventi ospitati.
Nel 2014 la gara viene posticipata a maggio, scambiando il suo posto nel calendario con la Southern 500 e viene disputata in notturna per la prima volta.
Negli anni si sono susseguite numerose sponsorizzazioni che hanno modificato il nome della gara: 5-hour Energy e Special Operations Warrior Foundation, poi Nickelodeon (per promuovere la serie animata SpongeBob SquarePants), GoBowling.com, KC Masterpiece, Digital Ally, O'Reilly Auto Parts, Busch Beer e quindi AdventHealth dal 2022.

## Albo d'oro
Fonti: Racing Reference; Jayski's Silly Season Site
| Anno | Data        | N° | Pilota           | Scuderia             | Costruttore | Distanza | Distanza | Tempo   | Media   | Resoconto |
| Anno | Data        | N° | Pilota           | Scuderia             | Costruttore | Giri     | Miglia   | Tempo   | Media   | Resoconto |
| ---- | ----------- | -- | ---------------- | -------------------- | ----------- | -------- | -------- | ------- | ------- | --------- |
| 2011 | 5 giugno    | 2  | Brad Keselowski  | Penske Racing        | Dodge       | 267      | 400.5    | 2:55:10 | 137.184 | Resoconto |
| 2012 | 22 aprile   | 11 | Denny Hamlin     | Joe Gibbs Racing     | Toyota      | 267      | 400.5    | 2:46:44 | 144.122 | Resoconto |
| 2013 | 21 aprile   | 20 | Matt Kenseth     | Joe Gibbs Racing     | Toyota      | 267      | 400.5    | 2:59:51 | 133.611 | Resoconto |
| 2014 | 10 maggio   | 24 | Jeff Gordon      | Hendrick Motorsports | Chevrolet   | 267      | 400.5    | 3:07:31 | 128.149 | Resoconto |
| 2015 | 9/10 maggio | 48 | Jimmie Johnson   | Hendrick Motorsports | Chevrolet   | 267      | 400.5    | 3:11:50 | 125.265 | Resoconto |
| 2016 | 7 maggio    | 18 | Kyle Busch       | Joe Gibbs Racing     | Toyota      | 267      | 400.5    | 2:49:20 | 141.909 | Resoconto |
| 2017 | 13 maggio   | 78 | Martin Truex Jr. | Furniture Row Racing | Toyota      | 267      | 400.5    | 3:24:16 | 117.64  | Resoconto |
| 2018 | 12 maggio   | 4  | Kevin Harvick    | Stewart-Haas Racing  | Ford        | 267      | 400.5    | 2:53:38 | 128.395 | Resoconto |
| 2019 | 11 maggio   | 2  | Brad Keselowski  | Team Penske          | Ford        | 271      | 406.5    | 3:06:09 | 131.023 | Resoconto |
| 2020 | 23 luglio   | 11 | Denny Hamlin     | Joe Gibbs Racing     | Toyota      | 267      | 400.5    | 3:17:14 | 121.835 | Resoconto |
| 2021 | 2 maggio    | 18 | Kyle Busch       | Joe Gibbs Racing     | Toyota      | 267      | 400.5    | 3:05:21 | 129.647 | Resoconto |
| 2022 | 15 maggio   | 45 | Kurt Busch       | 23XI Racing          | Toyota      | 267      | 400.5    | 3:13:03 | 124.476 | Resoconto |
| 2023 | 7 maggio    | 11 | Denny Hamlin     | Joe Gibbs Racing     | Toyota      | 267      | 400.5    | 3:24:24 | 117.564 | Resoconto |
| 2024 | 5 maggio    | 5  | Kyle Larson      | Hendrick Motorsports | Chevrolet   | 268      | 402      | 3:10:42 | 126.481 | Resoconto |

### Piloti plurivincitori
| Vittorie | Pilota          | Edizioni         |
| -------- | --------------- | ---------------- |
| 3        | Denny Hamlin    | 2012, 2020, 2023 |
| 2        | Brad Keselowski | 2011 2019        |
| 2        | Kyle Busch      | 2016, 2021       |

### Teamplurivincitori
| Vittorie | Team                 | Edizioni                           |
| -------- | -------------------- | ---------------------------------- |
| 6        | Joe Gibbs Racing     | 2012, 2013, 2016, 2020, 2021, 2023 |
| 3        | Hendrick Motorsports | 2014, 2015, 2024                   |
| 2        | Team Penske          | 2011, 2019                         |

### Costruttori plurivincitori
| Vittorie | Costruttori | Edizioni                                       |
| -------- | ----------- | ---------------------------------------------- |
| 8        | Toyota      | 2012, 2013, 2016, 2017, 2020, 2021, 2022, 2023 |
| 3        | Chevrolet   | 2014, 2015, 2024                               |
| 2        | Ford        | 2018, 2019                                     |